# Дельфін білобокий
Дельфі́н білобо́кий, або звича́йний, або білобо́чка (Delphinus delphis) — вид плацентарних ссавців, один з двох видів роду дельфін. Раритетний вид, занесений до Червоної книги України та ряду інших природоохоронних документів. 
Поширений в усіх морях світу, водиться в Чорному та Азовському морях.
Розміри від 160 до 260 см, у Чорному морі не перевищує 210 см. Зуби гострі, 160—220 штук, товщиною 2 — 3 мм. Спина темна, черево та боки сірі або білі.
Живиться пелагічною зграйною рибою, іноді молюсками, рідко ракоподібними. У Чорному морі улюблена їжа — шпрот та хамса. Статевої зрілості досягає на 4 році.
Розмноження переважно влітку, вагітність 10 — 11 місяців. Новонароджений дельфін має розміри 80 — 90 см, живиться молоком матері протягом 4 — 5 місяців. Тривалість життя — до 30 років.

## Поширення
Дельфін-білобочка зустрічається в різних частинах світового океану, перш за все в тропічних і помірних широтах. Його ареали утворюють окремі, часто не пов'язані один з одним регіони. Одним з великих ареалів є Середземне море з Чорним морем і північним сходом Атлантичного океану. Дельфін-білобочка є найпоширенішим представником своєї родини навколо європейського континенту. Ще одна велика популяція мешкає на сході Тихого океану. Крім цього, вони зустрічаються біля східного узбережжя Північної та Південної Америки, біля берегів Південної Африки, навколо Мадагаскару, на Сейшельських островах, біля узбережжя Оману, навколо Тасманії і Нової Зеландії, в морях між Японією, Кореєю та Тайванем.
Будучи мешканцями відкритого моря, дельфіни-білобочки лише зрідка зустрічаються в безпосередній близькості від берега. Найкомфортніше ці тварини відчувають себе при температурі води від 10 до 25 °C.

## Поведінка
Як і всі дельфіни, дельфін-білобочка живиться рибою, іноді також головоногими молюсками. Він є одним з найшвидших видів дельфінів, який нерідко супроводжує кораблі. Подібно до інших видів, він утворює складні соціальні союзи, здатні охоплювати більше тисячі особин. Влітку ці величезні групи розділяються, і дельфіни продовжують плавання в менших складах. Члени однієї групи піклуються одне про одного. Спостерігалося, як дельфіни підтримували поранених родичів і виносили їх на поверхню для того, щоб ті могли набрати повітря.
Народження молодого дельфіна може тривати до двох годин. Першим на світ з'являється хвіст, щоб дитинча не задихнулося при народженні. Після народження мати виносить дитинча до поверхні, щоб воно змогло вперше набрати повітря. Під час пологів матір охороняють інші члени групи від можливих нападів акул. Двійнята народжуються вкрай рідко і як правило не виживають, тому що не вистачає материнського молока. Дитинчата залишаються близько трьох років при матері, з яких близько року живляться молоком.

## Охорона
На більшій частині ареалу стан природних популяцій виду залишається більш-менш стабільним. Саме тому він, згідно Червоного списку МСОП, отримав охоронну категорію «відносно благополучний вид». Але в окремих регіонах спостерігається тенденція до зниження чисельності популяції виду. Тому дельфін білобокий занесений до Європейського Червоного списку (охоронна категорія: брак даних щодо виду),  Червоної книги Чорного моря (охоронна категорія: брак даних щодо виду), Боннської конвенції (Додаток ІІ. Види, стан яких є несприятливим), Вашингтонської конвенції (Додаток ІІ. Види, що можуть опинитися під загрозою зникнення), Резолюції 6 Бернської конвенції, для яких Україна створює Смарагдову мережу, Додатку ІІ цієї ж конвенції (охоронна категорія: види фауни, що підлягають особливій охороні), а також до Директиви Європейського Союзу 92/43/ЄС «Про збереження природних оселищ та видів природної фауни і флори» (Додаток IV. Види рослин і тварин, що становлять особливий інтерес для Європейського Союзу, які потребують суворих заходів охорони). Крім того, дельфін білобокий занесений до Червоної книги України (охоронна категорія: неоцінений вид).
У деяких регіонах світу звичайні дельфіни були об'єктами полювання. Наприклад, на них полювали перуанські рибалки, щоб продавати їх м'ясо. Полювання також велося і в Чорному морі. Крім того, вони часто гинуть в рибальських сітях або потрапляють в гвинти кораблів. У 1960-і роки в Середземному і Чорному морях їх популяція різко скоротилася. Ймовірно, причиною є надмірно інтенсивний риболовецький промисел, що позбавляє дельфінів кормової бази, а також дедалі більше забруднення морів, що послаблює імунну систему дельфінів. 

## Таксономія
На питання, скільки видів належить до роду Delphinus, немає однозначної відповіді. Більшість зоологів завжди визнавали лише один вид — звичайного дельфіна. Інші виділяли додаткові види, наприклад дельфіна східно-тихоокеанського (Delphinus bairdii) або дельфіна Delphinus tropicalis, що живе в Індійському океані. Всі вони не були офіційно визнані, хоча було описано і запропоновано близько 20 видів.
З 1990-х років існує зростаюче число зоологів, які визнають другий вид: Delphinus capensis. Він відрізняється більш довгим рильцем. Чи є він дійсно окремим видом або просто підвидом або варіантом одного і того ж виду, залишається предметом суперечок.
Крім власне Delphinus delphis delphis виділяють підвид дельфін-білобочка чорноморський (Delphinus delphis ponticus Barabasch-Nikiforov, 1935).